# النجاة من جيفري إبستين
النجاة من جيفري إبستين (بالإنجليزية: Surviving Jeffrey Epstein)‏ هو مسلسل تلفزيوني وثائقي أمريكي قصير عن مرتكب الجرائم الجنسية المدان جيفري إبستين، من إخراج آن ساندبيرج وريكي ستيرن. يتكون المسلسل من 4 حلقات وعُرض لأول مرة في 9 أغسطس 2020 على قناة لايف تايم.

## الحبكة
يتتبع المسلسل الوثائقي مرتكب الجرائم الجنسية المدان جيفري إبستين الذي استخدم سلطته وموارده المالية لحماية سلوكه المفترس. يشارك ثمانية ناجين قصصهم في الفيلم الوثائقي. تظهر كورتني وايلد وراشيل كاي بينافيدس وفيرجينيا روبرتس جيوفري في المسلسل، إلى جانب ضحايا جدد اختاروا التقدم لأول مرة. استمر تصوير المسلسل بالقرب من تاريخ الإصدار من أجل تضمين اعتقال مكتب التحقيقات الفيدرالي للسيدة البريطانية الاجتماعية والمتآمرة المزعومة مع إبستين غيسلين ماكسويل في 2 يوليو 2020.

## الحلقات
| ر. الإجمالي | العنوان        | المخرج                   | تاريخ العرض الأصلي | عدد المشاهدات (بالمليون) |
| --- | -------------- | ------------------------ | ------------------ | ------------------------ |
| 1 | «مُغرر به»      | ريكي ستيرن وآنا سوندبيرج | 9 أغسطس 2020       | 0.68                     |
| يروي العديد من الناجين قصصهم عن جيفري إبستين، الملياردير الغامض الذي يعيش في بالم بيتش، فلوريدا، والذي تم إغراؤه عندما كان مراهقًا صغيرًا إلى منزله من قبل مجندات اعتقدوا أنهم يمكنهم الثقة بهن. |                |                          |                    |                          |
| 2 | «مُحاصَر»        | ريكي ستيرن وآنا سوندبيرج | 9 أغسطس 2020       | 0.69                     |
| يروي المزيد من الناجين قصصهم مع إبستين، ويتحدثون عن مخطط إبستين الخبيث للاتجار بالجنس. |                |                          |                    |                          |
| 3 | «لا يوجد مخرج» | ريكي ستيرن وآنا سوندبيرج | 10 أغسطس 2020      | 0.53                     |
| يروي الناجون من إبستين قصصهم مع إبستين في جزيرته الخاصة، حيث وقعت بعض أفظع الانتهاكات. |                |                          |                    |                          |
| 4 | «أنتقم»        | ريكي ستيرن وآنا سوندبيرج | 10 أغسطس 2020      | 0.49                     |
| مع وفاة جيفري إبستين، يواصل الناجون السعي لتحقيق العدالة، وأخيرًا رأوا بصيصًا من الأمل مع اعتقال غيسلين ماكسويل.                                                                                 |                |                          |                    |                          |

## الإنتاج
في يوليو 2019، أُعلن أن آن ساندبيرج وريكي ستيرن سيخرجان الفيلم الوثائقي، ومن المقرر أن ينتج روبرت فريدمان المسلسل تحت شعار شركته بنغلوا ميديا + ترفيه، ليُعرض لأول مرة على قناة لايف تايم. في يناير 2020، أعطت قناة لايف تايم الضوء الأخضر للمسلسل.

## البث
في الولايات المتحدة، تم عرض المسلسل لأول مرة في 9 أغسطس 2020، بحلقتين متتاليتين قبل أن ينتهي في 10 أغسطس على قناة لايف تايم. في المملكة المتحدة، تم عرض المسلسل لأول مرة في 25 أغسطس 2020، بحلقتين متتاليتين قبل أن ينتهي في 26 أغسطس على قناة الجريمة والتحقيق.

## الاستقبال

### الاستجابة النقدية
على موقع ميتاكريتيك، حصل المسلسل على متوسط تقييم 76 من أصل 100، بناءً على 4 نقاد، مما يشير إلى «مراجعات إيجابية بشكل عام».

### التأثير
شهد الخط الساخن الوطني للاعتداء الجنسي في الولايات المتحدة، والذي تديره الشبكة الوطنية للاغتصاب والإساءة وسفاح القربى، زيادة بنسبة 34% في المكالمات أثناء بث الفيلم الوثائقي.

## وصلات خارجية
- النجاة من جيفري إبستين على موقع IMDb (الإنجليزية)
- النجاة من جيفري إبستين على موقع قاعدة بيانات الفيلم (الإنجليزية)